# Canoa blues
Canoa Blues é um festival de música com ênfase para o gênero Blues, realizado em Canoa Quebrada e Fortaleza desde 2008, reunindo artistas de renome nacional no âmbito brasileiro e no cenário internacional.

## Descrição geral
O Festival integra o calendário oficial de eventos do Estado do Ceará e é inteiramente gratuito, sendo constituído por shows musicais e atividades de arte educação e inclusão social e cultural, como doação de livros.
Entre as atuações já apresentadas no Canoa Blues incluem-se Paulo Meyer & The Thunderhead´S, In Blues, Cláudio Oliveira, Maurício Sahady, Jefferson Gonçalves, Blues Beatles, Andy Serrano, R.J. Mischo, Igor Prado Blues Band, Íris Sativa, Mr. Mojo, Anderson Camelo, Marília Lima, Gustavo Andrade, Gumbo Blues, Mauro Bonamico e Xime Monzon.